# Medmassa insignis
Medmassa insignis là một loài nhện trong họ Corinnidae.
Loài này thuộc chi Medmassa. Medmassa insignis được Tord Tamerlan Teodor Thorell miêu tả năm 1890.